# Фернандес Мартин, Фернандо
Фернандо Мануэль Фернандес Мартин (исп. Fernando Manuel Fernández Martín; род. 29 мая 1943, Санта-Крус-де-Ла-Пальма, Канарские острова) — испанский политик, член Народной партии Испании, президент Канарских островов (1987—1989) и депутат Европейского парламента (1994—2004).

## Биография
Родился 29 мая 1943 года. Получил образование в сфере медицины и хирургии. В 1966 году получил диплом по неврологии в Барселоне, а в 1975 году защитил докторскую диссертацию.
В 1965—1968 годах был ассистентом преподавателя неврологии в Наварре, а с 1969 году преподавал медицинскую патологию. С 1971 по 1999 год был заведующим отделением неврологии Университетской больницы Канарских островов.
В 1983—1994 годах Фернандес Мартин был членом регионального парламента Канарских островов, а в 1983—1989 являлся президентом Социал-демократической центристской партии на Канарских островах
В 1987—1990 годах был президентом автономного правительства Канарских островов, а с с 1994 года был депутатом Европейского парламента.
Фернандо Фернандес Мартин неоднократно являлся участником миссий по наблюдению за различными избирательными процессами в Африке и Южной Америке.